# Aleixo II de Trebizonda
Aleixo II de Trebizonda (c. 1282 – 3 de maio de 1330) foi um monarca do Império de Trebizonda que reinou entre 1297 e 1330. Foi antecedido no trono por João II e sucedido por Andrônico III.